# Happy slapping
Happy slapping – proceder polegający na niespodziewanym atakowaniu (pobiciu, okradzeniu, zniszczeniu rzeczy osobistych) przypadkowych ludzi i filmowaniu całego zajścia. Pomysł powstał w Wielkiej Brytanii i bardzo szybko zdobył popularność wśród młodzieży z innych krajów. Filmy przedstawiające happy slapping rozpowszechniane są głównie poprzez Internet (np. w sieciach typu p2p). Postępowania budzące kontrowersje, zdaniem części publicystów określenie happy slapping jest eufemizmem napaści i pobicia.